# Thriller político
Um thriller político é um thriller que tem como pano de fundo uma disputa pelo poder político, com altos riscos e suspense no centro da história. O gênero muitas vezes força o público a considerar e entender a importância da política. Os riscos nessas histórias são imensos, e o destino de um país geralmente está nas mãos de um indivíduo. Corrupção política, crime organizado, terrorismo e guerra são temas comuns.
Os thrillers políticos podem ser baseados em fatos, tais como o assassinato de John F. Kennedy ou o escândalo de Watergate. Há uma forte sobreposição com o thriller de conspiração.

## Literatura
Alguns exemplos antigos podem ser encontrados nos romances históricos de Alexandre Dumas (particularmente seus romances sobre Os Três Mosqueteiros, que frequentemente envolvem conspirações políticas), bem como em obras literárias como o romance O Agente Secreto, de Joseph Conrad.
Gilles (1936) contém um dos primeiros exemplos de suspense político: em uma das subtramas do livro, o protagonista Gilles Gambier se vê envolvido em uma conspiração de esquerda para assassinar o primeiro-ministro. A trama desmorona devido à inépcia dos conspiradores, e Gilles termina com o protagonista partindo para lutar na guerra civil espanhola.
O verdadeiro thriller político ganhou vida nos primeiros dias da Guerra Fria. The Quiet American (1955), de Graham Greene, conta sobre o envolvimento americano no Vietnã durante a Primeira Guerra da Indochina. O Candidato da Manchúria (1962), de Richard Condon, se passa após a Guerra da Coreia e os dias do macartismo. Em O Dia do Chacal, de Frederick Forsyth, o assassinato de Charles de Gaulle deve ser evitado.
Outros autores de thrillers políticos incluem Jeffrey Archer e Daniel Silva. Na literatura bengali, Aat Kuthuri Noy Dorja de Samaresh Majumdar (বাংলা: আট কুঠুরি নয় দরজা, que significa: "Oito quartos e nove portas") é um exemplo. Um thriller político que se passa no contexto da política de Bihar e da Índia é Nobody Likes an Outsider, de Fawaz Jaleel, de 2021.

## Filme
Vários filmes de Alfred Hitchcock já contêm elementos do thriller político, como O Homem que Sabia Demais, Os 39 Degraus e Correspondente Estrangeiro. Em 1962, John Frankenheimer fez uma adaptação cinematográfica de The Manchurian Candidate.
O final dos anos 1960 e 1970 viu o surgimento de thrillers políticos que refletiam ativamente o pano de fundo das eras da Guerra do Vietnã e do Escândalo de Watergate na história militar e política dos EUA e apresentavam uma visão amplamente nua e crua das maquinações e do cinismo da liderança política moderna, incluindo afirmações sobre a convergência de políticos e serviços secretos conspirando para criar o chamado Estado paralelo (em inglês:  deep state), focado em neutralizar a vontade do povo e eliminar ativamente a dissensão. Filmes como Todos os Homens do Presidente (baseado no Escândalo de Watergate), The Parallax View, cuja cena de abertura se baseia ativamente nas teorias da conspiração em torno do assassinato de Robert F. Kennedy, The Conversation e Three Days of The Condor, levaram os thrillers políticos e de conspiração a novos patamares de paranoia, complexidade narrativa e realismo.
Outros exemplos de thrillers políticos são Sete Dias em Maio, Z, V de Vingança, Romero, JFK, City Hall, Blow Out, Força Aérea Um, Snowden e The Post. Vários filmes de suspense político pós-11 de setembro fazem referência aos ataques de 11 de setembro ou ao terrorismo em geral.

## Televisão
A série dramática britânica de 1990, House of Cards, é um suspense político ambientado após o fim do mandato de Margaret Thatcher como primeira-ministra do Reino Unido, com um líder do partido, Francis Urquhart, tentando ascender ao cargo de primeiro-ministro. A adaptação subsequente da Netflix, estrelada por Kevin Spacey, se passa nos Estados Unidos e detalha as maquinações do congressista Francis Underwood para se tornar presidente eleito.
A série de televisão Scandal, de Shonda Rhimes, contém muitos elementos de um thriller político em formato cronológico.
A antiga série Designated Survivor da ABC e da Netflix retrata a luta pelo poder político que se segue como resultado de um ataque terrorista que destrói o Capitólio dos Estados Unidos durante o Estado da União, assassinando o presidente e todos os seus sucessores, exceto um.
Okkupert (em português: Ocupado), de 2015, rapidamente se tornou a série de TV mais cara produzida na Noruega, retratando a Rússia e a União Europeia cooperando para fazer com que a Noruega restaurasse sua produção de gás e petróleo. A série teve um orçamento de mais de 90 milhões de coroas norueguesas (3,8 milhões de libras esterlinas). Foi transmitido pela primeira vez pela TV2 na Noruega e depois pela Sky Arts no Reino Unido. Mais tarde, foi adicionado à Netflix em todo o mundo.
O épico de suspense político e crime de vingança Wildflower, da ABS-CBN de 2017, conta a história de uma mulher chamada Ivy Aguas/Lily Cruz, interpretada por Maja Salvador, que planeja sua vingança pela perda de sua família e está disposta a destronar a exploradora e opressiva dinastia política Ardiente.
A série Jack Ryan é uma série de streaming americana de ação e suspense político, baseada em personagens do fictício "Ryanverso" criado por Tom Clancy, que estreou em 31 de agosto de 2018 no Amazon Prime Video.
Em 2018, o thriller político britânico Bodyguard rapidamente alcançou popularidade em todo o Reino Unido, alcançando os maiores índices de audiência da BBC desde 2008. A série retrata PS David Budd, um veterano de guerra do exército Britânico que sofre de TEPT. Ele trabalha para a Polícia Metropolitana, na Divisão de Proteção Especializada e de Realeza. Ele é designado para proteger a ambiciosa Secretária do Interior, Julia Montague, cujas políticas representam tudo o que ele despreza. Foi lançado mundialmente na Netflix em 24 de outubro de 2018, e teve quatro temporadas.

## Teatro
Um dramaturgo que abraçou o gênero é Gary Mitchell, que na década de 2000 se tornou "uma das vozes mais comentadas do teatro europeu... cujos thrillers políticos sem dúvida o tornaram o maior dramaturgo da Irlanda do Norte".